# تيج باركر
تيج باركر هي شخصية خيالية من سلسلة أفلام السريع والغاضب. تم تصويره من قبل لوداكريس. وهو متورط في منظمة إجرامية لدومينيك توريتو . لديه مرآب خاص به.